# هانس باور (نحات)
هانس باور (بالألمانية: Hans Baur)‏ هو نحات ألماني، ولد في 26 فبراير 1829 في كونستانس في ألمانيا، وتوفي بنفس المكان في 5 يونيو 1897.